# Segelfluggelände Aue

i7
i11
i13
Das Segelfluggelände Aue liegt in der Gemeinde Hattorf am Harz im Landkreis Göttingen in Niedersachsen, etwa 2 km südöstlich des Zentrums von Hattorf.

## Flugbetrieb
Das Segelfluggelände ist mit einer 1200 m langen und 30 m breiten Start- und Landebahn aus Gras (Richtung 10/28) ausgestattet. Es besitzt eine Betriebszulassung für Segelflugzeuge, Motorsegler und Ultraleichtflugzeuge. Der Start von Segelflugzeugen erfolgt per Windenstart oder Flugzeugschlepp. Der Halter und Betreiber des Segelfluggeländes ist der Luftsportverein Aue/Hattorf e. V.